# Leszek Piotrowski
Leszek Piotrowski (* 16. Juli 1938 in Rybnik; † 2. März 2010 in Ciechocinek) war ein polnischer Jurist und Politiker, der sowohl Mitglied des Senats als auch des Sejm war.

## Biografie
Sein Vater Władysław Piotrowski war Rechtsanwalt und während des Zweiten Weltkrieges Offizier der Heimatarmee sowie Delegierter bei der Exilregierung als Vertreter der Interessen Oberschlesiens.
Er selbst studierte nach dem Schulbesuch Rechtswissenschaft an der Universität Breslau und war nach der Beendigung des Studiums zunächst Richter und später Rechtsanwalt. Als solcher war er zur Zeit der Volksrepublik Polen Verteidiger von Oppositionspolitikern und Dissidenten wie Adam Słomka. Nach der Verhängung des Kriegsrechts in Polen wurde er am 22. Juli 1982 selbst festgenommen und befand sich danach in Haft in Kattowitz, Strzelce Opolskie, Uherce Mineralne und Załęże.
Nach dem Ende des Kommunismus und der Gründung der Dritten Polnischen Republik wurde er 1989 Mitglied des Senats und vertrat in diesem als Mitglied des Bürgerkomitees Solidarność sowie die Porozumienie Obywatelskie Centrum (Allianz des bürgerlichen Zentrums) bis 1993 die Interessen der Woiwodschaft Kattowitz.
Am 20. Oktober 1997 wurde er Abgeordneter des Sejm und gehörte diesem als Vertreter der Akcja Wyborcza Solidarność (AWS) bis zum 18. Oktober 2001 an.
Während dieser Zeit war er zwischen 1997 und 1999 Staatssekretär im Justizministerium in der Regierung von Ministerpräsident Jerzy Buzek. Als solcher verfasste er im April 1999 einen Brief an Ministerpräsident Buzek, in dem er Justizministerin Hanna Suchocka kritisierte und ihr mangelnde Aufsicht über die Staatsanwaltschaft bei der Untersuchung von Straftaten vorwarf. Außerdem verfasste er einen Artikel in der Tageszeitung Gazeta Wyborcza mit dem Titel „Olek, nie podpisuj!“ (Olek, nicht unterschreiben!), in dem er an Präsident Aleksander Kwaśniewski appellierte, eine Änderung im Strafgesetzbuch zur Kinderpornografie nicht zu unterschreiben. Als Folge seiner Äußerungen trat er aus der Fraktion der AWS innerhalb des Porozumienie Polskich Chrześcijańskich Demokratów (Abkommen der polnischen christlichen Demokraten) aus.
Nach seinem Ausscheiden aus dem Sejm nahm er seine Tätigkeit als Rechtsanwalt wieder auf und war Strafverteidiger in zahlreichen bekannten Prozessen in Polen wie zur Niederschlagung des Streiks auf der Zeche Wujek oder gegen Ryszard Bogucki, der wegen Mittäterschaft an der Ermordung der Gangsterbosse Andrzej Kolikowski und Mark M. zu einer Haftstrafe von 25 Jahren verurteilt wurde.
Bei den Parlamentswahlen 2005 kandidierte er für die Partia Centrum erfolglos für einen Sitz im Senat. 2006 wurde er jedoch als Kandidat der Polnischen Bauernpartei (PSL) zum Mitglied des Sejmik der Woiwodschaft Schlesien gewählt und vertrat dort Rybnik. Bei den Parlamentswahlen 2007 kandidierte er dann jedoch im Wahlkreis Kattowitz wieder erfolglos für den Sejm als unabhängiger Kandidat auf der Liste der PSL ebenso wie 2009 bei den Wahlen zum Europäischen Parlament.
Piotrowski war zuletzt auch Verteidiger des Ehemannes der ehemaligen Bauministerin Barbara Blida, die am 25. April 2007 mit der Waffe ihres Ehemannes Suizid beging. Dabei führte er aus, dass für den Tod von Barbara Blida Funktionäre der Partei Recht und Gerechtigkeit (Prawo i Sprawiedliwość) wie Justizminister Zbigniew Ziobro und vielleicht auch Ministerpräsident Jarosław Kaczyński die Verantwortung zu tragen hätten.